# La Estrella (Kolumbia)
La Estrella – miasto w Kolumbii, w departamencie Antioquia.